# 梶本隆夫
梶本 隆夫（かじもと たかお、1935年4月8日 - 2006年9月23日）は、岐阜県多治見市出身（山梨県甲府市生まれ）のプロ野球選手（投手）・コーチ・監督、解説者・評論家。愛称は「梶」あるいは「梶さん」「梶やん」。
弟は元プロ野球選手の梶本靖郎。兄と同じ阪急ブレーブスの投手としてプレーし、通算3勝2敗の成績を残している。このうちの1勝は兄弟でリレーした試合であった（1960年7月18日対近鉄戦〔日生球場〕）。

## 来歴

### プロ入りまで
実家は岐阜県多治見市の「梶本ミシン商会」。梶本が中学生の時に父・数之助が亡くなり、母・すぎ子が女手ひとつで子育て、仕事を切り盛りした。
多治見工業高校では同学年の安藤順三とバッテリーを組み、2年次の1952年には秋季中部大会に進むが、1回戦で浜松北高に惜敗。翌1953年春の選抜への出場を逸する。3年次の1953年には夏の甲子園岐阜予選2回戦で郡上高から完全試合（7回コールド）、準々決勝で関一高からノーヒットノーランを記録するなど活躍し、決勝でも岐阜高をノーヒットノーランで降して優勝。三岐大会に進出するが、決勝で津高に完封負けを喫し、甲子園出場はならなかった。
プロ3球団から入団交渉を受け、阪急ブレーブスが契約金50万、中日ドラゴンズが120万、最後の読売ジャイアンツ（巨人）が200万を提示したが、最も提示額の少ない阪急入りを決めた。その理由は「高いお金をいただいてダメだったら申し訳ない。だったら一番安いところに」という母親の考えによるものである。一方野村克也の著書によると、阪急に同じ多治見工業OBの先輩である柴田英治が所属していたためという。

### 現役時代
1954年に阪急へ入団。高卒1年目にして監督の西村正夫から「どの投手よりも梶本の球が一番速かった」との理由で開幕投手に指名され、3月27日の対高橋ユニオンズ戦に先発、9回に柴田英治の救援を仰ぐが5-3で勝ち、勝利投手となる。オールスターまでに12勝を挙げてファン投票で1位で選ばれる。同年は55試合に登板して20勝（12敗）を挙げるも、新人王争いは26勝の宅和本司（南海ホークス）に敗れる。ルーキーで20勝しながら新人王に選ばれなかった選手は、2023年現在も梶本ただ一人である。スポーツ新聞では「5000円エース」と称されたが、実際の月給は2万円であった。本人は「その年の8月からいきなり給料が倍額になった」と回想しているが、これは新聞記事によって名を知らしめてくれたことに対するリップサービスである。
2年目の1955年も18勝し、1956年には28勝（17敗）にリーグトップの327奪三振を挙げてベストナインに選ばれるが、大映の三浦方義（29勝）に阻まれてわずか1勝差で最多勝を逃した。1957年にも24勝（防御率1.92〔リーグ4位〕）と2年連続20勝、1960年にも21勝を挙げるなどエースとして阪急の「灰色の時代」を支えた。後に入団する米田哲也とヨネカジコンビを形成し、Bクラスが多かった昭和30年代の阪急を支えたが、二人とも年間50試合前後の登板数であり、このタフさがチームの支柱となっていた。
この間の1954年7月10日の近鉄パールス戦（和歌山県営）では、日本プロ野球史上初となる「1イニングに三者連続三球三振」を達成。さらに、1957年10月18日の南海戦（西宮）で2回目を記録したが、日本プロ野球で複数回達成したのは2023年にリバン・モイネロ（福岡ソフトバンクホークス）が記録するまで梶本のみだった。また、1957年7月23日の南海戦（西宮）で達成した公式戦9連続奪三振は、2022年4月10日に佐々木朗希が更新するまで、60年以上もの間、プロ野球記録であった。このときの1人目が投手の皆川睦男。最初は「いつもよりちょっと三振が多いな」くらいにしか思っていなかったが、9人目の三振を奪った時に捕手の山下健に「カジ、これ新記録やで」と言われ、急に記録を意識したという。10人目の打者は再び投手の皆川（皆川も好投していたため、代打を出せなかった）であったが、不用意にストライクを取り行ったところをバットに当てられ、センターフライになり、記録が途絶えた。梶本は後に「もし皆川をまた三振に取っていたら20は行ったんじゃないかな」と語っている。1959年6月12日の近鉄戦（西宮）で9回2死まで無安打に抑えながら、最後の打者に安打を打たれてノーヒットノーランを逃している。
1960年から1963年にかけ、南海に13連敗を喫するが、これは2018年に菊池雄星（埼玉西武ライオンズ）が並ぶまで、同一カードにおける連敗のパシフィック・リーグ単独最多記録であった。1966年にはシーズン15連敗という不名誉な記録をマークした結果、200勝以上を記録した投手としては史上初の先に200敗を記録した投手となった（後に東尾修も記録）。また、この年は通期でも2勝15敗に終り、2リーグ制施行後の規定投球回到達者の勝星としては最少の記録となった。
1967年はパームボールを習得して復活し、15勝（防御率2.44〔リーグ7位〕）を挙げて念願の初優勝に貢献。同年に通算200勝を達成。1967年から1971年まで、巨人との4度の日本シリーズでは9試合に登板。
1968年の第5戦では中継ぎで初勝利を記録するが、通算1勝3敗に終わり真価を発揮できなかった。1972年4月14日の対東映フライヤーズ戦（後楽園）では、二塁塁審の露崎元弥に公認野球規則8.04に規定された、20秒ルール（無走者の時、投手はボールを受けてから20秒以内に投球しなければ、球審はボールを宣告する。試合の引き延ばしを防ぐための規定）によってボールを宣告された。露崎はストップウオッチで計測しており、文句のつけようがなかった。梶本は日本プロ野球公式戦で投球の遅延行為を取られた最初の適用者であった。
1973年限りで現役を引退。通算254勝255敗と、200勝以上を記録した投手の中で唯一負け越している。時には貧弱な打線を支えるべく3番として出場したことがあるほか、一塁手や外野手としてそれぞれ6試合出場したこともあった。

### 引退後
引退後は阪急→オリックスで一軍投手コーチ（1974年 - 1978年）、監督（1979年 - 1980年）、一軍ヘッド兼投手コーチ（1981年 - 1985年）、球団調査部長（1986年 - 1988年）、二軍投手コーチ（1989年 - 1991年）、二軍リザーブチーフコーチ（1992年 - 1993年）を歴任。指導者としての評価も高く、コーチ時代には4度のリーグ優勝と3度の日本一に貢献。監督を辞任した次の年に同一チームにコーチとして残留した例はプロ野球史上でも非常に稀であり、1984年には上田利治の病気療養により、数試合だが監督代行を務めたこともあった。後輩の面倒見が非常によく、選手たちからも慕われた。一軍で実力の出せなかった今井雄太郎の酒好きに目を付け、今井に酒を飲ませて登板させてエースに成長させた。今井は監督時代の梶本について「投手出身だったから投手に優しかった。「もう少し投げさせてやろう。」と引っ張ってくれて。」と述べている。佐藤義則は「現役時代、何人かのコーチにアドバイスを受けたのですが、一番、的確だったのが梶本さん。いい時のフォームを覚えてくれていて、いくつかのポイントしか指摘しないんです。余計なことは一切言わない。僕には非常にありがたいコーチでした」、「コーチとして手本にしているのは梶本さん」と述べている。退団後はラジオ関西解説者・デイリースポーツ評論家（1994年 - 1997年）を経て、中日二軍投手コーチ（1998年 - 1999年）を務めた。
1979年には新人監督として開幕連勝記録をタイながらも達成した。
中日退団後はラジオ関西・J SPORTS解説者・デイリースポーツ評論家（2000年 - 2006年）として活動したが、2006年9月23日午前6時26分、呼吸器不全のため神戸市内の病院で死去。満71歳没。
死後、2007年に野球殿堂入り。

## プレースタイル
同時代の投手の多くが力投型のフォームで投げたのに対して、長身にもかかわらずスリー・クォーター気味の、一見おとなしく見えるフォームからの快速球を特徴としていた。ゆったりとしつつ全身を大きく使うフォームは当時最高の左腕投手の呼び声が高かった金田正一を手本にしたと言う。しかし本人によれば「カネさんの独特の全身の使い方はあの人にしか出来ないもの。ついにものにできなかった」という。力投型投手が小柄な巧打者を苦手とするケースがよくあり、金田は阪神の吉田義男を苦手としたが、梶本も西鉄の高倉照幸は苦手でよく打たれた。一方で、同じ西鉄の強打者であった中西太や豊田泰光らには強かった。
若い頃は直球とカーブだけで抑えていたが、それだけでは限界が見え出すと、直球と同じ腕の振りから緩い球で打者のタイミングを外すパームボールを覚えて復活。それも打者に研究されて次第に通用しなくなると、今度はフォークボールを習得。これは面白いように決まり、ピンチに立たされるとよく投げたことから、多い時は1試合に20 - 30球も投げていた。梶本は手が大きかったことから、これらの球種はあまり苦労なく覚えられたという。晩年には、密かにナックルボールを研究するが、コーチ就任を要請されて引退したため、実戦で使う機会はなかった。
身体が丈夫で、肩や肘を一度も故障することなく、20年間に渡る現役を全うした。また、勝っても負けても飄々と投げ、感情が顔に表れないことから「梶本のポーカーフェイス」と呼ばれた。

## 人物
タイトルや記録にこだわるような性格では全くなく、シーズン終盤、最多勝を獲らせるために勝ちゲームでのリリーフ登板を監督から促されたこともあったが、「他人の勝ち星を奪うようなことは勘弁してください」と登板を断ったことがある。同様に自身の勝ち星にもこだわりがなく、現役最後の年に自身の通算勝利数が通算敗戦数を上回らせるために、リリーフで登板する事を監督が打診しても拒否したという。雑誌のインタビューで「10-0で勝つより0-1で負けたほうがいい。勝った負けたより、内容のあるピッチングをしたかどうか、そのほうが自分にとって大事だった」と語っている。なお、通算254勝は、最多勝利のタイトルを獲得していない選手としては歴代最多である。
私生活でも極めて温厚な人物として知られ、野村克也に言わせれば「ピッチャーらしくない、仏様のような性格」。反面、非常に芯の強いところもあり、プロ入り直後に「酒ぐらい飲めないと一人前になれないぞ」と言われた先輩選手の前でボトル一本分の水割り（グラス十数杯分）をズラリ並べ、すべて飲み干したというエピソードもある。同時代に梶本とともにエースとして阪急を支えた米田哲也は「どんな無理なことも気安く引き受けて実行してくれる誠実な人。だから、アニキ（梶本）のためならワシもどんな苦労もいとわない」と語っていた。
趣味はクラシック音楽の鑑賞。また、独身時代は衣食住が保証され、練習にも専念しやすいという理由から、長年合宿住まいであった。

## 詳細情報

### 年度別投手成績
| 年 度      | 球 団      | 登 板 | 先 発 | 完 投 | 完 封 | 無 四 球 | 勝 利 | 敗 戦 | セ 丨 ブ | ホ 丨 ル ド | 勝 率 | 打 者 | 投 球 回 | 被 安 打 | 被 本 塁 打 | 与 四 球 | 敬 遠 | 与 死 球 | 奪 三 振 | 暴 投 | ボ 丨 ク | 失 点 | 自 責 点 | 防 御 率 | W H I P |
| ---------- | ---------- | ----- | ----- | ----- | ----- | -------- | ----- | ----- | -------- | ----------- | ----- | ----- | -------- | -------- | ----------- | -------- | ----- | -------- | -------- | ----- | -------- | ----- | -------- | -------- | ------- |
| 1954       | 阪急       | 55    | 31    | 17    | 2     | 0        | 20    | 12    | --       | --          | .625  | 1300  | 309.1    | 266      | 19          | 118      | --    | 4        | 228      | 2     | 1        | 112   | 94       | 2.73     | 1.24    |
| 1955       | 阪急       | 49    | 34    | 19    | 6     | 2        | 18    | 14    | --       | --          | .563  | 1112  | 273.1    | 232      | 10          | 84       | 3     | 4        | 222      | 4     | 1        | 104   | 87       | 2.86     | 1.16    |
| 1956       | 阪急       | 68    | 33    | 20    | 5     | 2        | 28    | 17    | --       | --          | .622  | 1478  | 364.1    | 284      | 13          | 118      | 8     | 12       | 327      | 5     | 0        | 110   | 91       | 2.25     | 1.10    |
| 1957       | 阪急       | 53    | 33    | 26    | 7     | 4        | 24    | 16    | --       | --          | .600  | 1328  | 337.1    | 259      | 13          | 92       | 4     | 4        | 301      | 5     | 0        | 95    | 72       | 1.92     | 1.04    |
| 1958       | 阪急       | 44    | 29    | 15    | 3     | 3        | 16    | 18    | --       | --          | .471  | 1078  | 265.0    | 232      | 18          | 79       | 6     | 5        | 186      | 4     | 0        | 98    | 88       | 2.99     | 1.17    |
| 1959       | 阪急       | 39    | 27    | 5     | 2     | 1        | 11    | 17    | --       | --          | .393  | 847   | 199.1    | 198      | 14          | 58       | 1     | 5        | 136      | 0     | 0        | 86    | 72       | 3.25     | 1.28    |
| 1960       | 阪急       | 48    | 31    | 18    | 4     | 4        | 21    | 18    | --       | --          | .538  | 1228  | 297.2    | 266      | 31          | 82       | 12    | 4        | 171      | 1     | 0        | 97    | 84       | 2.54     | 1.17    |
| 1961       | 阪急       | 54    | 31    | 17    | 3     | 4        | 17    | 23    | --       | --          | .425  | 1105  | 269.2    | 261      | 25          | 56       | 6     | 2        | 141      | 1     | 0        | 108   | 84       | 2.80     | 1.18    |
| 1962       | 阪急       | 50    | 23    | 12    | 0     | 0        | 14    | 15    | --       | --          | .483  | 983   | 235.2    | 244      | 18          | 59       | 9     | 3        | 154      | 7     | 0        | 103   | 86       | 3.28     | 1.29    |
| 1963       | 阪急       | 46    | 26    | 7     | 1     | 0        | 9     | 17    | --       | --          | .346  | 790   | 180.1    | 204      | 19          | 57       | 4     | 1        | 107      | 1     | 0        | 98    | 87       | 4.34     | 1.45    |
| 1964       | 阪急       | 53    | 28    | 6     | 1     | 1        | 9     | 13    | --       | --          | .409  | 980   | 231.2    | 237      | 11          | 61       | 8     | 2        | 142      | 3     | 0        | 96    | 86       | 3.34     | 1.29    |
| 1965       | 阪急       | 51    | 16    | 2     | 1     | 0        | 5     | 11    | --       | --          | .313  | 747   | 177.1    | 183      | 16          | 50       | 9     | 1        | 137      | 1     | 0        | 76    | 71       | 3.60     | 1.31    |
| 1966       | 阪急       | 39    | 19    | 3     | 0     | 0        | 2     | 15    | --       | --          | .118  | 586   | 141.2    | 120      | 18          | 47       | 7     | 4        | 112      | 4     | 0        | 69    | 58       | 3.68     | 1.18    |
| 1967       | 阪急       | 37    | 26    | 9     | 3     | 2        | 15    | 9     | --       | --          | .625  | 786   | 188.1    | 167      | 11          | 70       | 7     | 4        | 136      | 5     | 0        | 58    | 51       | 2.44     | 1.26    |
| 1968       | 阪急       | 45    | 31    | 7     | 2     | 0        | 12    | 8     | --       | --          | .600  | 926   | 221.1    | 207      | 27          | 63       | 10    | 5        | 175      | 1     | 0        | 82    | 73       | 2.97     | 1.22    |
| 1969       | 阪急       | 40    | 24    | 9     | 1     | 1        | 18    | 10    | --       | --          | .643  | 766   | 187.2    | 178      | 16          | 39       | 1     | 4        | 93       | 5     | 0        | 73    | 62       | 2.97     | 1.16    |
| 1970       | 阪急       | 29    | 17    | 4     | 0     | 1        | 4     | 9     | --       | --          | .308  | 452   | 103.1    | 116      | 17          | 35       | 2     | 2        | 56       | 1     | 0        | 62    | 55       | 4.79     | 1.46    |
| 1971       | 阪急       | 33    | 15    | 4     | 1     | 0        | 6     | 8     | --       | --          | .429  | 576   | 136.0    | 134      | 12          | 43       | 4     | 1        | 74       | 0     | 1        | 57    | 52       | 3.44     | 1.30    |
| 1972       | 阪急       | 17    | 12    | 2     | 1     | 0        | 2     | 5     | --       | --          | .286  | 298   | 69.0     | 66       | 11          | 28       | 3     | 3        | 35       | 0     | 0        | 34    | 28       | 3.65     | 1.36    |
| 1973       | 阪急       | 17    | 1     | 0     | 0     | 0        | 3     | 0     | --       | --          | 1.000 | 90    | 19.2     | 25       | 2           | 5        | 2     | 1        | 12       | 3     | 0        | 16    | 14       | 6.41     | 1.53    |
| 通算：20年 | 通算：20年 | 867   | 487   | 202   | 43    | 25       | 254   | 255   | --       | --          | .499  | 17456 | 4208.0   | 3879     | 321         | 1244     | 106   | 71       | 2945     | 53    | 3        | 1634  | 1395     | 2.98     | 1.22    |

- 各年度の太字はリーグ最高

### 年度別監督成績
| 年度      | 球団      | 順位      | 試合 | 勝利 | 敗戦 | 引分 | 勝率 | ゲーム差               | チーム 本塁打          | チーム 打率            | チーム 防御率          | 年齢                   |
| --------- | --------- | --------- | ---- | ---- | ---- | ---- | ---- | ---------------------- | ---------------------- | ---------------------- | ---------------------- | ---------------------- |
| 1979年    | 阪急      | 2位       | 130  | 75   | 44   | 11   | .630 | 2位・1位               | 193                    | .281                   | 3.84                   | 44歳                   |
| 1980年    | 阪急      | 5位       | 130  | 58   | 67   | 5    | .464 | 4位・5位               | 204                    | .262                   | 5.08                   | 45歳                   |
| 通算：2年 | 通算：2年 | 通算：2年 | 260  | 133  | 111  | 16   | .545 | Aクラス1回、Bクラス1回 | Aクラス1回、Bクラス1回 | Aクラス1回、Bクラス1回 | Aクラス1回、Bクラス1回 | Aクラス1回、Bクラス1回 |

- ※1：1979年から1996年までは130試合制
- ※2：1973年から1982年までは前後期制のため、ゲーム差欄の順位は上が前期、下が後期の順に表示
- ※3：1979年は前後期通算勝率トップながら近鉄とのプレーオフで敗退したため、パ・リーグ優勝および日本シリーズ出場を逃した。

### タイトル
- 最多奪三振：2回 （1956年、1957年）  ※当時連盟表彰なし、パシフィック・リーグでは、1989年より表彰

### 表彰
- ベストナイン：1回 （1956年）
- 野球殿堂競技者表彰（2007年）

### 記録
初記録
- 初登板・初先発・初勝利：1954年3月27日、対高橋ユニオンズ1回戦（阪急西宮球場）、6回3失点
- 初奪三振：同上、1回表に黒田一博から
- 初完投：1954年4月3日、対西鉄ライオンズ1回戦（小倉豊楽園球場）、8回4失点で敗戦投手
- 初完投勝利・初完封勝利：1954年4月8日、対近鉄パールス5回戦（藤井寺球場）

節目の記録
- 1000投球回：1957年5月11日、対毎日オリオンズ2回戦（後楽園球場）　※史上65人目
- 1000奪三振：1957年8月24日、対西鉄ライオンズ15回戦（阪急西宮球場）、2回表に稲尾和久から　※史上14人目
- 100勝：1958年7月9日、対東映フライヤーズ16回戦（駒澤野球場）、12回5失点完投勝利 ※史上23人目
- 1500投球回：1958年8月10日、対西鉄ライオンズ15回戦（平和台球場）※史上35人目
- 1500奪三振：1960年7月12日、対南海ホークス12回戦（阪急西宮球場）、7回表に福田弘文から ※史上6人目
- 2000投球回：1960年9月10日、対東映フライヤーズ24回戦（駒沢野球場）※史上19人目
- 150勝：1961年8月12日、対近鉄バファロー16回戦（阪急西宮球場）、8回表に3番手で救援登板・完了、4回無失点 ※史上14人目
- 2500投球回：1962年8月15日、対毎日大映オリオンズ22回戦（阪急西宮球場）※史上12人目
- 500試合登板：1963年9月21日、対毎日大映オリオンズ25回戦（東京スタジアム）、先発登板で5回0/3を6失点（自責点4）で敗戦投手 ※史上12人目
- 2000奪三振：1964年5月3日、対近鉄バファローズ8回戦（日生球場）、8回裏に土井正博から ※史上3人目
- 3000投球回：1965年5月19日、対東京オリオンズ5回戦（阪急西宮球場）※史上9人目
- 600試合登板：1965年7月8日、対東京オリオンズ21回戦（阪急西宮球場）、9回表2死に2番手で救援登板・完了、1/3回無失点
- 200勝：1967年6月6日、対南海ホークス10回戦（阪急西宮球場）、9回完封勝利 ※史上12人目
- 2500奪三振：1967年10月10日、対西鉄ライオンズ27回戦（阪急西宮球場）、8回表に伊藤光四郎から ※史上3人目
- 3500投球回：1968年4月29日、対南海ホークス4回戦（大阪スタヂアム）※史上6人目
- 700試合登板：1968年5月26日、対南海ホークス11回戦（阪急西宮球場）、先発登板で7回2/3を1失点で勝利投手 ※史上2人目
- 800試合登板：1970年10月16日、対ロッテオリオンズ24回戦（阪急西宮球場）、先発登板で3回1失点 ※史上2人目
- 4000投球回：1971年5月5日、対ロッテオリオンズ4回戦（阪急西宮球場）※史上6人目
- 250勝：1972年5月20日、対近鉄バファローズ6回戦（中日スタヂアム）、9回完封勝利 ※史上7人目、最多勝利未獲得での達成は史上唯一

その他の記録
- 通算254勝 ※リーグ最多勝利を獲得していない選手では歴代最多
- 通算4208投球回 ※リーグ最多投球回を記録していない選手では歴代最多
- シーズン17完投（1954年）※2リーグ制以降の高卒新人記録
- 1試合9者連続奪三振（1957年7月23日） ※プロ野球歴代2位記録タイ
- 3者連続3球三振（1954年7月10日対近鉄戦の6回と、1957年10月18日の対南海戦の3回）日本プロ野球史上初、一人2度も初（達成者は梶本を含め2名）。
- オールスターゲーム出場：12回 （1954年、1956年 - 1958年、1960年 - 1963年、1965年、1967年 - 1969年）

### 背番号
- 33 （1954年 - 1977年）
- 78 （1978年 - 1985年）
- 91 （1989年 - 1993年）
- 80 （1998年 - 1999年）

現役時代に着用した33は、引退後のコーチ時代も1977年まで着用し、78に変更後も松本正志・平井正史をはじめとして長らく投手が受け継いでいたが、2010年に日本球界に復帰した田口壮（外野手。メジャーリーグ移籍前は6）が着用して以降は野手の着用が続き、2023年時点では外野手の杉澤龍が着用している。